# بروا
بروا هو نوع من خبز الذرة والشيلم المزروع مصنوع تقليديًا في البرتغال وجليقية وأنغولا وموزمبيق والرأس الأخضر والبرازيل. يُصنع بروا من خليط دقيق الذرة والشيلم المزروع أو دقيق القمح، ويُخمر بالخميرة بدلاً من مسحوق الخبز أو صودا الخبز.
يأتي اسم «بروا» من الكلمة القوطية أو السويبية برواث أو brauth التي تعني الخبز.
في البرتغال، يعتبر بروا دي ميلهو نوعًا من أنواع البروا. يتميز خبز الخميرة هذا بالنكهة الريفية.
في الفلبين، تشير كلمة بروا (أو برواس) تقليديًا إلى اصابع الست، وليس إلى نوع من خبز الذرة.  